# Vita Caroli

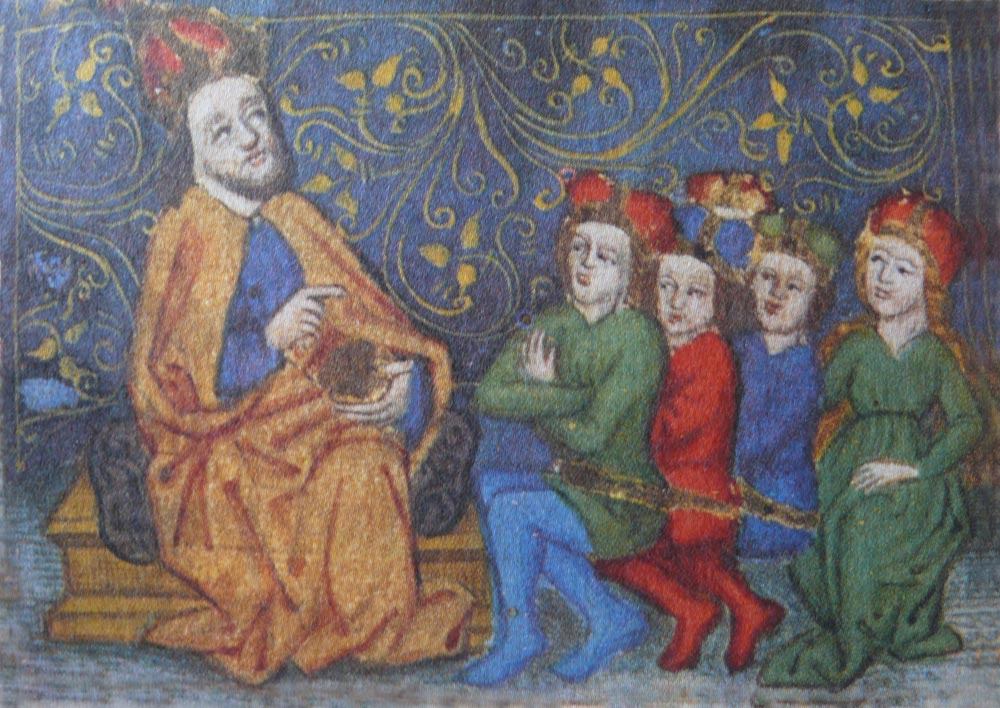
Karel IV. poučuje své nástupce (Vita Caroli)

Vita Caroli (latinsky Život Karlův) je latinsky psaný vlastní životopis českého a římského krále Karla IV. Dílo líčí události do roku 1340 s doplňky do roku 1346, tedy jeho mládí a počátek panování. Význam má pro historické poznání tohoto období, jako literární památka doby Karlovy i jako výjimečný žánr autobiografie středověkého panovníka. 

## Obsah díla
První část, kapitoly I–XIV, obsahuje autobiografii s událostmi do roku 1340. Karel IV. v ní zachytil v Ich-formě zážitky z mládí, kdy žil ve Francii a Itálii, a počátky pobytu v Čechách do roku 1340. 
Druhá část, stručnější kapitoly XV–XX, popisuje ve třetí osobě události následujících let a poslední kapitola pojednává o Karlově korunovaci na římského krále v roce 1346. Tuto část doplnil později jiný autor. 
V díle se prolínají osobní prožitky s Karlovým veřejným působením, vojenskými a diplomatickými činy, značný prostor zabírají náboženské a morální úvahy. První dvě kapitoly jsou koncipovány jako předmluva oslovující nástupce na jeho „dvojím trůně“. Z nemnoha citově zabarvených pasáží vyniká líčení návratu do Čech roku 1333. Osobní charakter má předchozí kapitola VII, kde popisuje sen, který se mu zdál v obci Terenzo. Ve snu byl Dauphin z Vienny smrtelně potrestán andělem za smilstvo; po několika dnech přišla zpráva, že Dauphin skutečně zemřel. Sen mladého Karla silně ovlivnil a dle líčení Beneše Krabice z Veitmile v místě, kde se mu zdál, později při své císařské korunovační cestě založil augustiniánský klášter.
Přestože jde o dílo psané latinsky, projevuje se v něm zájem o český jazyk. Ten prý zapomněl, ale po návratu do Čech si ho znovu osvojil, že jej ovládal „jako každý Čech“. K tomu poznamenává, že stejně dobře ovládal francouzštinu, italštinu, němčinu a latinu – stejně hovořit, číst i psát.

## Význam díla
Vita Caroli je pramen pro poznání událostí z Karlova mládí, není však spisem historickým a v různých detailech obsahuje chyby a nepřesnosti.
Smysl a účel sepsání tohoto díla není jednoduché určit. Jednak chybí srovnání s obdobnými panovnickými autobiografiemi, jednak jde o celek tvořený různě zaměřenými texty. Zřetelný je zvlášť doplněný druhý díl jiného autora, zřejmě i „předmluva“ v prvních dvou kapitolách byla sepsána samostatně; kapitoly obsahující různě detailní zážitky Karlovy střídají homiletické texty s náboženskou tematikou. 
Podle úvodní části je text určen nástupcům na trůně, nabízí se tedy předpoklad, že text byl sepsán pro jeho syny. Karel se však mužských potomků, když nepočítáme předčasně zemřelého Václava, dočkal až v šedesátých letech, kdy byl již léta římským císařem. Není tak zřejmý důvod pro časové vymezení životopisu do roku 1340, resp. 1346. Ferdinand Seibt se proto domníval, že skutečným cílovým publikem byl jeho dvůr, u kterého hledal oporu.
Vita také poskytuje jedinečný vhled do osobnosti Karla IV. Z textu je zřejmý jeho pocit vyvolenosti a boží přízně. Je to znát z kapitoly o snu v Terenzu, který se následně potvrdil a který jej varoval před bezstarostnými radovánkami, ke kterým sváděl dobrodružný život mladého rytíře, a přivedl jej na správnou cestu. Další příklad je vnímání boží přízně v bitvě u San Felice nebo případ otravy, která postihla jeho družinu, ale Karel sám otráven nebyl díky účasti na mši a pak ještě sám traviče odhalil (kapitola IV).
Další dvě události ukazují jiný rys osobnosti, jeho střízlivý přístup k nadpřirozným úkazům. Když jednou devatenáctiletý Karel přespával v pražském purkrabství, v noci slyšeli kroky a viděli číši, která proletěla komnatou, ale jeho komorník nikde nikoho nenašel. Karel popisuje sled událostí, ale nespekuluje o temných silách, po události se spolehl na moc a přízeň boží a v klidu zase usnul (kapitola VIII). Další příhoda je přemnožení kobylek u rakouského Pulkau. Jakýsi rytíř jej zburcoval ze spánku, že jsou tu kobylky ohlašující příchod Posledního soudu (podle Apokalypsy). Karel však nepropadl eschatologické obrazotvornosti, ale naopak s přírodovědeckým zájmem odjel kobylky prozkoumat. Zjišťoval rozsah zamoření, přidal popis hmyzu a jeho rozmnožování a uvedl, co se s hejnem dále dělo (konec kapitoly X).
Karel IV. vědomě navazoval na slavné české tradice. Napsal Legendu o svatém Václavu, v novém Korunovačním řádu našel místo i pro píseň Hospodine, pomiluj ny.

## Edice
- Vita Caroli IV., in: Fontes rerum Germanicarum, ed. J. F. Böhmer. Stuttgart 1843 (latinsky)
- Život císaře Karla IV., in: Fontes rerum Bohemicarum III, 1878–1882, s. 325–417. (latinsky) dostupné on-line Archivováno 14. 8. 2016 na Wayback Machine.
- Karel IV. : Vlastní životopis. Překlad Karel Hrdina. Praha: Jan Laichter, 1911. 107 s. Dostupné online.
- Vlastní životopis Karla IV., překlad Jakub Pavel, Praha, Melantrich 1946.
- Kroniky doby Karla IV. překlad Jakub Pavel, Praha: Svoboda, 1987. 647 s. Členská knižnice. s. 11–54.